# Rivière Wessonneau Sud
Rivière Wessonneau Sud är ett vattendrag i Kanada.   Det ligger i provinsen Québec, i den sydöstra delen av landet, 280 km nordost om huvudstaden Ottawa.
I omgivningarna runt Rivière Wessonneau Sud växer i huvudsak blandskog. Trakten runt Rivière Wessonneau Sud är nära nog obefolkad, med mindre än två invånare per kvadratkilometer.